# Palacio de los Argüellos
La casa de los Argüellos o casa de los Condes de la Torre del Fresno es un edificio histórico situado en la localidad española de Brozas, en la provincia de Cáceres. Es candidato a bien de interés cultural desde 1994 y forma parte desde 2016 del conjunto histórico bien de interés cultural de la villa de Brozas.
Su origen se remonta a los últimos años del siglo XVI, cuando es fundado por Hernando de Argüello Carvajal “El Viejo”, pero será a mediados del siglo XVII cuando la casa adquiera el aspecto que, con ciertas modificaciones de épocas recientes, ha llegado hasta nosotros.

## Descripción
La crujía más extensa presenta su fachada a la calle El Brocense, en la que se disponen cuatro ventanas de grandes proporciones en planta baja, flanqueadas por dos ojos de buey en los extremos del paramento y cuatro balcones en el piso alto.
Similar estructura se conserva en el flanco de la calle Padre Amado, si bien, la fachada a esta calle es más corta. Finalmente, el conjunto de la fachada se realza con una cornisa que recorre la parte alta de los muros, quebrándose en el paramento achaflanado. No obstante, la fachada ha sido desvirtuada al haber sido enlucida simulando sillares.
La fábrica de las paredes es de mampostería enlucida y revocada en forma de falsa sillería. En la parte del paramento que hace chaflán, se abre una portada adintelada con recercos de sillería de considerable volumen. En el segundo piso, sobre la portada, se timbra la casa con escudo de mármol, cuartelado, con las armas de sus promotores.
Del interior destaca el patio, de planta cuadrangular, que en su parte inferior aparece flanqueado por columnas toscanas en sus cuatro lados mientras que las columnas que configuran la galería alta se rematan con capiteles jónicos y una balaustrada granítica. El conjunto se fecha en el siglo XVII.